# Ли Гиук
Ли́ Гиу́к (кор. 이기욱, англ. Lee Giwook; род. 24 января 2000 года, более известный как Киа или CyA/Cya) — южнокорейский рэпер, автор песен, композитор и юный продюсер. Является участником инструментального бэнда Onewe.

## Биография
Гиук родился 24 января 2000 года в Сувоне, Южная Корея. Гиук учился в школе искусств Ханлим («Hanlim Arts School»), находящейся в Сеуле, в районе Сонгпа. Раньше он был достаточно хорош в баскетболе и даже занял третье место на соревнованиях. На данный момент о семье и в целом о прошлой жизни Ли Гиука практически ничего не известно.

## Карьера

### 2015—2017: Формирование MAS 0094 и два мини-альбома
До появления нынешней группы, Гиук вместе со своим школьным другом — гитаристом Кан Хёнгу решили собрать небольшой коллектив, куда чуть позже были приглашёны лучший друг Гиука Сон Донмён и барабанщик Джу Харин. Самый последний участник — Джин Ёнхун пришёл к ним после своей победы на музыкальном конкурсе. Именно так и начался путь MAS 0094 — первой группы Ли Гиука.
После создания, парни принялись проводить уличные выступления, деньги с которых отправляли благотворительным организациям и делали всякого рода пожертвования, а уже чуть позже группа подписала свой самый первый контракт с ModernK Music.
13 августа 2015 года MAS 0094 выпускают первый сингл «Butterfly, Finding Flower». 25 марта 2016 года под руководством ModernK Music группа выпускает уже первый мини-альбом «Feeling Good Day», а 10 августа 2017 года второй мини-альбом — «Make Some Noise».

### 2017—2018: Unit: Idol Rebooting, присоединение к новому лейблу и формирование ONEWE
ModernK Music официально заявили, что MAS 0094 отныне будут находиться под крышей компании RBW Ent., а сама группа переименовывает себя в просто MAS, убрав окончание «0094», в котором был заключён год рождения Гиука.
Вся группа была объявлена участниками проекта «Unit: Idol Rebooting», но Гиук был исключён в первом раунде, заняв 59-е место.
В 2018 году MAS выступают на концертах вместе с другой группой их компании — ONEUS, и после финального концерта «PIECE of U» ребята вновь переименовывают название группы, окончательно став ONEWE.

### 2018—настоящее время: Пре-дебютный релиз совместной песни с ONEUS и дебют ONEWE
27 сентября 2018 года ONEWE совместно с группой ONEUS выпускают цифровой сингл под названием «Last Song».
Сама группа дебютировала 13 мая 2019 год с сингл-альбомом «[1/4]», а второй сингл-альбом под названием «[2/4]» группа выпустила 29 августа того же года. Гиук принимал своё участие в каждом альбоме, сочиняя лирику и беря на себя роль композитора некоторых песен.
Также Гиук выпустил три совместных трека с Ким Гонхаком (Лидо) из ONEUS: With You, NexT You и 움칫둠칫.
Помимо этого, Гиук также спродюсировал трек «Crazy&Crazy» (кор. ㅁㅊㄷ ㅁㅊㅇ) для ONEUS и их первого дебютного альбома, который исполнил в качестве рэпера вместе с Ким Гонхаком и Ким Ёнджо (Рейвен).

### Сольная деятельность
Гиук имеет несколько своих сольных песен, таких как:
- «Candlefumetodisperse»;
- «POlaROiD»;
- «날개없는천사»;
- «뀩이»;
- «까지».

## Авторство в написании композиций

### 2019
| Год  | Альбом | Артист | Песня                     |
| ---- | ------ | ------ | ------------------------- |
| 2019 | [1/4]  | ONEWE  | «Ring on my Ears»         |
| 2019 | [1/4]  | ONEWE  | «Ring on my Ears (Remix)» |
| 2019 | [2/4]  | ONEWE  | «Regulus»                 |
| 2019 | [2/4]  | ONEWE  | «Feeling Good»            |
| 2019 | [2/4]  | ONEWE  | «Regulus (Inst.)»         |

## Факты
- Гиук — левша;
- Он — поклонник корейской айдол-группы BIGBANG;
- Способен имитировать звуки совы;
- Гиук был одноклассником и близким другом айдола Ким Сону из The Boyz.